# Sajam zločina (roman)
Sajam zločina (izdan 1956.) je kriminalistički roman Agathe Christie s Poirotom i Ariadne Oliver u glavnim ulogama.

## Radnja
Sir George i Lady Stubbs, vlasnici velikog seoskog imanja, dolaze na ideju da organiziraju "lažno ubojstvo". U najboljoj namjeri, Ariadne Oliver, poznata autorica kriminalističkih romana, pristaje da organizira njihov "lov do smrti"... Usprkos tjednima pažljivog planiranja, u posljednji čas Ariadne poziva svog prijatelja Poirota kao stručnog suradnika. Instinktivno, ona osjeća da nešto nije u redu i da će se dogoditi nešto zlokobno...

## Ekranizacija
Prvi put je ekraniziran 1986. u TV filmu s Peterom Ustinovom u glavnoj ulozi.
Drugi put je ekraniziran u trinaestoj, posljednjoj sezoni (2013.) TV serije Poirot s Davidom Suchetom u glavnoj ulozi.

## Poveznice
- Sajam zločina  Arhivirana inačica izvorne stranice od 14. srpnja 2014. (Wayback Machine) na Agatha-Christie.net, najvećoj domaćoj stranici obožavatelja Agathe Christie